# Hupodonta obsoleta
Hupodonta obsoleta är en fjärilsart som beskrevs av Nobukatsu Marumo 1920. Hupodonta obsoleta ingår i släktet Hupodonta och familjen tandspinnare. Inga underarter finns listade i Catalogue of Life.